# Yolande Monteux
Yolanda Monteux (Paris, outubro de 1910 - Chartres, 1998) foi uma física brasileira. Primeira mulher a se formar em física no Brasil e uma das primeiras mulheres matemáticas do estado de São Paulo, Yolanda nasceu na França.

## Vida pessoal
Nascida em Paris, a família de Yolande chegou ao Brasil quando ela tinha três anos de idade. Ingressou na antiga Faculdade de Filosofia, Ciências e Letras da Universidade de São Paulo em 1935 para cursar física e matemática, naturalizando-se brasileira em 1937, mesmo ano em que se tornou a primeira mulher a se formar em física no Brasil.
Casou-se em 1948 com o jornalista João Correa de Sá.

## Carreira
Yolande foi contratada em 1941 pela Universidade de São Paulo como assistente da cadeira de Física Geral e Experimental e pela cadeira de Física Teórica e Física Matemática, em 1942. Trabalhou com nomes como Giuseppe Occhialini e Gleb Wataghin em pesquisas sobre raios cósmicos, tornando-se uma das pioneiras da área.
Foi convidada a estagiar no Laboratório de Espectroscopia do Instituto de Pesquisas Tecnológicas (IPT), em 1943, na Seção de Química, que realizava pesquisas com querosene e zinco. Nesta época, o corpo técnico do instituto tinha somente duas mulheres: a própria Yolande e a química Frida Ana M. Hoffmann. Na década de 1950, quando conquistou o cargo de engenheira tecnologista do IPT, começou a trabalhar com materiais radioativos e métodos de análises de urânio e tório, além do espectro de absorção de certos sais de terras raras em solução. Foi transferida, em 1956, para a Seção de Matérias-primas Nucleares, realizando análises em dessalgantes para água do mar para a Marinha Brasileira, de carbogênico para o tratamento hospitalar e de areias monazíticas e minérios radioativos.
Três anos mais tarde, aceitou um cargo no Instituto de Pesos e Medidas em Paris, ficando lá por pouco tempo devido a incompatibilidade com outros pesquisadores, transferindo-se posteriormente para o Imperial College, em Londres, não retornando mais ao Brasil. Yolande teve dificuldades fora do Brasil para se colocar como pesquisadora. Além de ser uma mulher de opiniões fortes e convicções idealistas e de ter um grande currículo em pesquisa, seu diploma não era conceituado na Europa e ela acabou trabalhando no ensino fundamental como professora auxiliar na França, Inglaterra, Tunísia e Nigéria.
Morreu em 1998 em Chartres, na França.

## Legado
Seu pioneirismo abriu as portas da Física para as brasileiras. Seu trabalho contribuiu para a difusão e expansão da ciência nacional. Foi de grande importância para o enquadramento funcional de mulheres no IPT, que contava com 131 pesquisadoras em 2016.